# كنباث منتشر
كنباث منتشر (الاسم العلمي: Equisetum diffusum) هو نوع من النباتات يتبع جنس الكنباث من الفصيلة الكنباثية.